# Linea 7 (metropolitana di Città del Messico)
La Linea 7 della metropolitana di Città del Messico è caratterizzata dal colore arancio, la direzione predominante è da nord a sud, a ponente dal centro della città.
È stata inaugurata il 20 dicembre 1984 da Tacuba a Auditorio, il 22 agosto 1985 da Auditorio a Tacubaya, il 19 dicembre 1985 da Tacubaya a Barranca e il 29 dicembre 1988 da Tacuba a El Rosario.
Questa linea ha usato per molto tempo i treni MP-68 e un ristretto numero di treni NM-73, dopo la riabilitazione di alcuni vagoni MP-68 questi continuarono a circolare su questa linea anche se ci fu sempre un numero maggiore di NM-79 e NM-83, oggi invece esistono solo treni riadattati di NM-73 e di NM-83, oggi c'è un progetto di ricollocazione dei treni MP-68 che si trovavano prima in funzione nella linea 9.
El Rosario è un capolinea superficiale. Da Aquiles Serdán a Barranca del Muerto, questa linea è sotterranea. È anche la più profonda di tutto il sistema metropolitano di Città del Messico (massima profondità: 36 m sotto terra).
Nelle stazioni sotterranee di questa linea, non si trova pietrisco, a causa appunto della profondità e del tipo di terreno.
La linea sorge sotto i viali: Tierra Caliente, Aquiles Serdán, Ferrocarriles Nacionales, Golfo de Adén, Lago Chiem, Lago Helmar, Rio San Joaquín, Lago Onega, Arquímedes, Calz. Chivatito, Calz. Molino del Rey, Parque Lira, Puente de la Morena e Revolución.

## Stazioni
| Stazione               | Apertura         | Delegazione                    | Interscambio | Tipo di stazione         |
| ---------------------- | ---------------- | ------------------------------ | ------------ | ------------------------ |
| El Rosario             | 29 novembre 1988 | Azcapotzalco                   |              | Di superficie, terminale |
| Aquiles Serdán         | 29 novembre 1988 | Azcapotzalco                   | -            | Sotterranea, passante    |
| Camarones              | 29 novembre 1988 | Azcapotzalco                   | -            | Sotterranea, passante    |
| Refinería              | 29 novembre 1988 | Azcapotzalco                   | -            | Sotterranea, passante    |
| Tacuba                 | 20 dicembre 1984 | Miguel Hidalgo                 |              | Sotterranea, passante    |
| San Joaquín            | 20 dicembre 1984 | Miguel Hidalgo                 | -            | Sotterranea, passante    |
| Polanco                | 20 dicembre 1984 | Miguel Hidalgo                 | -            | Sotterranea, passante    |
| Auditorio              | 20 dicembre 1984 | Miguel Hidalgo                 | -            | Sotterranea, passante    |
| Constituyentes         | 20 dicembre 1984 | Miguel Hidalgo                 | -            | Sotterranea, passante    |
| Tacubaya               | 20 dicembre 1984 | Miguel Hidalgo                 |              | Sotterranea, passante    |
| San Pedro de los Pinos | 19 dicembre 1985 | Benito Juárez                  | -            | Sotterranea, passante    |
| San Antonio            | 19 dicembre 1985 | Benito Juárez                  | -            | Sotterranea, passante    |
| Mixcoac                | 19 dicembre 1985 | Benito Juárez                  |              | Sotterranea, passante    |
| Barranca del Muerto    | 19 dicembre 1985 | Benito Juárez e Álvaro Obregón | -            | Sotterranea, terminale   |